# Lufttransport

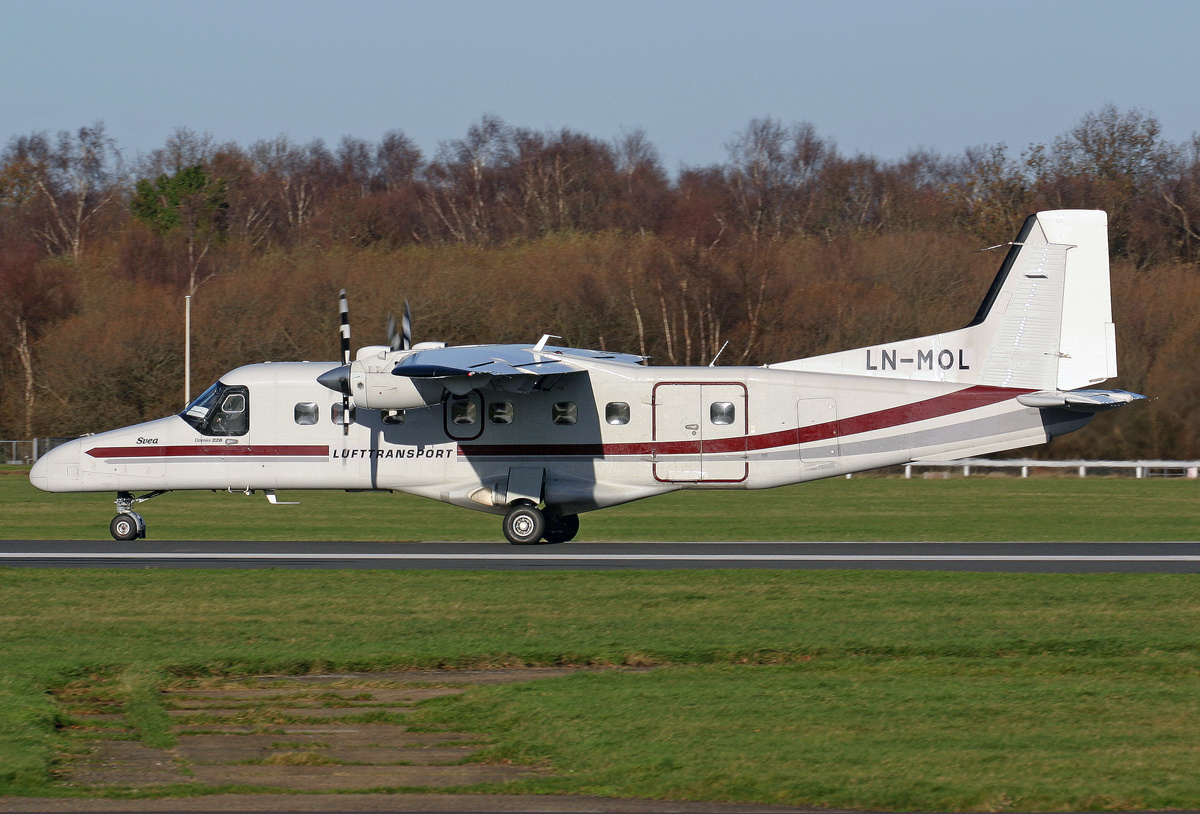
Un avión Dornier 228-202K matrícula LN-MOL de Lufttransport en el aeropuerto de Bournemouth.

Lufttransport AS, conocida como Lufttransport, es una compañía noruega fundada en 1955 que opera vuelos de carga, transporte de pasajeros, servicio de helicópteros de rescate y vuelos de ambulancia o medicalizados. Los vuelos de la compañía se realizan a través de dos subsidiarias: Lufttransport RW AS, que opera vuelos en helicóptero, y Lufttransport FW AS, que opera el resto de vuelos.
La compañía tiene vuelos de pasajeros entre los aeropuertos de Bodø y el helipuerto de Værøy, con una ruta de licitación estatal por tres años. Además, la compañía vuela rutas locales desde Longyearbyen a la mina Ny-Ålesund y Sveag, en Svalbard. Otros vuelos son vuelos charter o de contratación estatal.
La subsidiaria FW tiene bases en Svalbard, Kirkenes, Alta, Tromsø, Bodø, Brønnøysund, Ålesund, Bergen, Stavanger y Oslo Gardermoen. Los helicópteros (2011) tienen su base en Tromsø, Bodø, Brønnøysund, hospital de Ålesund y el aeropuerto de Bergen Flesland.
La compañía vuela más de 10.000 horas al año, de las cuales 9.300 horas para el servicio HF (vuelo de licitación) en 2011. Las ventas anuales de la compañía son entre 450 y 700 coronas noruegas. La compañía tenía 244 empleados en el año 2011. La compañía es propiedad exclusiva de Knut Axel Ugland Holding AS.
- Datos: Q1783295
- Multimedia: Lufttransport / Q1783295